# Львівський фаховий коледж спорту
Львівський фаховий коледж спорту — спеціалізований навчальний заклад спортивного профілю у Львові, створений 1971 року. Коледж виховав десятки чемпіонів України, призерів чемпіонатів Європи та світу з різних видів спорту.
Комплекс займає ділянку поблизу роздоріжжя вул. Сахарова та Княгині Ольги. Складається з головного навчального корпусу — невідокремленого структурного підрозділу "Спортивний ліцей", та коледжу що здійснює підготовку фахівців з фахової передвищої освіти за спеціальністю 017 та А 7 «Фізича культура і спорт» (на підставі наказу Міністерства освіти і науки України від 19.11.2024, № 1625 “Про особливості запровадження змін до переліку галузей знань і спеціальностей, за якими здійснюється підготовка здобувачів вищої та фахової передвищої освіти”, затверджених постановою Кабінету Міністрів України від 30 серпня 2024 року № 1021), санної естакади та тренувального поля зі штучним покриттям, гуртожитку для учнів та майбутнього спортивного залу, будівництво якого ще триває (вул. Княгині Ольги, 1).

## Історія
Львівська загальноосвітня школа-інтернат утворена на підставі рішення виконкому Львівської обласної ради депутатів трудящих від 5 лютого 1971 р. № 53 та відповідно до наказу Львівського обласного відділу народної освіти від 9 березня 1971 року № 51 «Про відкриття у м. Львові загальноосвітньої школи-інтернату спортивного профілю».
1974 року спортивна школа провела перший свій випуск. Того ж року його футбольна команда стала срібним призером чемпіонату СРСР серед юнаків. Більше поталанило випускникам 1976 року: Андрій Баль став у 1977 році чемпіоном світу з футболу, а Олександр Лисенко — чемпіоном та рекордсменом Європи у кульовій стрільбі. Гімнаст Богдан Макуц став чемпіоном XXII Літніх Олімпійських ігор 1980 року у Москві. Через 8 років, 1988 року в Сеулі олімпійськими чемпіонами стали вихованці училища, футболісти Вадим Тищенко та Володимир Татарчук. Славу училища примножували: борці Сергій Губринюк, Ігор Первачук, ватерполісти львівського «Динамо» — Юрій Сидорович, учасник Олімпіади в Атланті Вадим Рождественський, бронзові призери XXIV Літньої Олімпіади в Сеулі Микола Смирнов і Віктор Берендюга; велосипедист Юрій Заєць, веслувальник Олег Тарнавський, легкоатлет Михайло Романюк, фехтувальник Сергій Міндиргасов, лучниця Катерина Палеха, футболісти Василь Рац, Анатолій Мущинка, Юрій Мокрицький.
Наказом по управлінню народної освіти Львівського облвиконкому від 12 червня 1990 року № 53 Львівська загальноосвітня школа-інтернат спортивного профілю реорганізована У Львівське державне училище фізичної культури. На сьогодні у структурі коледжу функціонує невідокремлений структурний підрозділ - спортивний ліцей, та сам коледж фахової передвищої освіти: Комунальний заклад Львівської обласної ради "Львівський фаховий коледж спорту". Навчання у спортивному ліцеї дозволяє ефективно готуватися до важлвих спортивних стартів, оскільки спортсмени мають можливість тричі на тиждень тренуватись двічі в день. 
За часів незалежності України слід виділити фехтувальницю Яну Шемякіну, що стала чемпіонкою XXX Літніх Олімпійських ігор 2012 року у Лондоні, боксер Андрій Котельник чемпіон світу у 1-й напівсередній ваговій категорії по версії WBA, а після участі в Олімпійських іграх А. Котельник перейшов у професійний бокс; на двох Олімпіадах у Пекіні (2008) і Лондоні (2012) змагався стрибун у висоту Дмитро Дем'янюк. Високу майстерність демонструють санкарки Олена Стецьків та Анастасія Полусток, гандболістки Ірина Стельмах і Тетяна Смбатян, легкоатлети Христина Стуй і Віктор Шаповал, боксер Іван Ільницький, гравець київського «Динамо» Микола Морозюк.
Останнім часом розширилася спортивна база закладу. У 2006 році спорудили тренувальну санну естакаду завдовжки 35 метрів зі штучним нарощуванням льоду. Від 2008 року полем зі штучним покриттям послуговуються футболісти. Для борців облаштований великий зал з трьома килимами. Залишається недобудованим тільки спортивний зал у верхній частині території комплексу.
Наказом Управління майном спільної власності Львівської обласної ради № 18-с від 20 лютого 2020 року найменування закладу змінене на: Комунальний заклад Львівської обласної ради «Львівський фаховий коледж спорту».
Патроном коледжу є святий Юрій, тому День училища відзначається щороку 6 травня, у день святого Юрія.

## Профільні види спорту
- бокс;
- веслування на байдарках і каное;
- вільна боротьба;
- водне поло;
- гандбол;
- кульова стрільба;
- легка атлетика;
- санний спорт;
- спортивна гімнастика;
- стрільба з лука;
- сучасне п'ятиборство;
- фехтування;
- футбол.

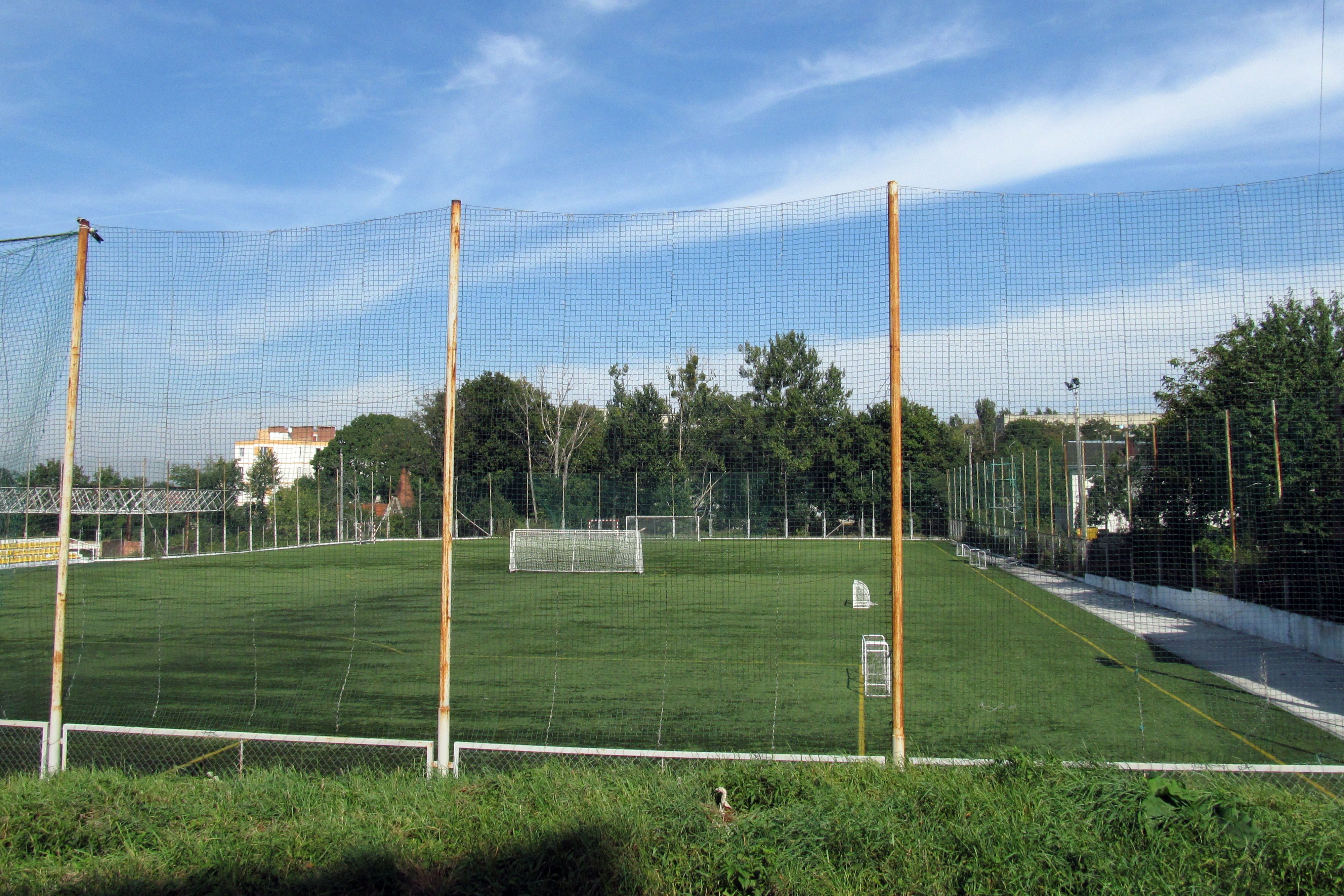
Футбольний стадіон ЛДУФК та Академії футболу «Карпати»

В коледжі також навчаються спортсмени, що представляють непрофільні для коледжу види спорту: бадмінтон, баскетбол, дзюдо, кінний спорт, тріатлон, художня гімнастика.

## Відомі викладачі
- Максим Мартинюк
- Максим Храмцов Володимирович

## Відомі випускники
- Балушка Людмила Миронівна
- Баль Андрій Михайлович
- Воловник Наталія Петрівна
- Гарас Олег Зіновійович
- Гнип Соломія
- Жолобович Олександра
- Кігітов Гліб Андрійович
- Котельник Андрій Миколайович
- Ленишин Вікторія Андріївна
- Макуц Богдан Володимирович
- Мокрицький Юрій Ярославович
- Морозюк Микола Миколайович
- Павлюх Іван Богданович
- Рац Василь Карлович
- Сапуга Андрій Михайлович
- Смолінг Леся Ігорівна
- Стельмах Ірина Володимирівна
- Татарчук Володимир Йосипович
- Тищенко Вадим Миколайович
- Трапезнікова Соломія
- Шемякіна Яна Володимирівна